# Eugene Simon (acteur)
Eugene Michael Simon (11 juni 1992) is een Brits acteur en model en is met name bekend vanwege zijn rol als Jerome Clarke in House of Anubis en als Lancel Lannister in Game of Thrones.

## Filmografie
- Genius (2017) - Eduard Einstein
- Before I Sleep (2013) - Jonge Eugene
- House of Anubis (2011-2013) - Jerome Clarke (televisieserie)
- Game of Thrones (2011-2016) - Lancel Lannister (televisieserie)
- Ben Hur (2010) - Jonge Judah Ben Hur (televisieserie)
- Alpha Male (2006) - Jonge Felix Methusalem
- Casanova (2005) - Jonge Casanova

- Gemeinsame Normdatei: 1195485336
- Library of Congress Control Number: no2019001265
- Virtual International Authority File: 23154739811652990116